# Sukadana (Cibeureum)
Sukadana is een bestuurslaag in het regentschap Kuningan van de provincie West-Java, Indonesië. Sukadana telt 1441 inwoners (volkstelling 2010).